# Atletik under sommer-OL 2020 - 100 meter løb (damer)
Kvindernes 100 meter under sommer-OL 2020 i Tokyo blev afholdt på Japans nationalstadion 30. juli og 31. juli 2021.

## Resultater

### Indledende runde
Den indledende runde bestod af udøvere som ikke havde klart kvalifikationskravet for øvelsen.
Kvalificeringsregel: De tre første i heat (Q) plus den hurtigste ellers (q) kvalificerede sig til næste runde.

#### Heat 1
| Placering | Bane | Udøver                   | Nation               | Reaktion      | Tid   | Noter |
| --------- | ---- | ------------------------ | -------------------- | ------------- | ----- | ----- |
| 1         | 6    | Natacha Ngoye Akamabi    | Republikken Congo    | 0.124         | 11.47 | Q, SB |
| 2         | 8    | Margaret Vanessa Barrie  | Sierra Leone         | 0.142         | 11.53 | Q, SB |
| 3         | 5    | Amya Clarke              | Saint Kitts og Nevis | 0.155         | 11.67 | Q     |
| 4         | 9    | Djenebou Dante           | Mali                 | 0.169         | 12.12 | SB    |
| 5         | 1    | Hadel Aboud              | Libyen               | 0.126         | 12.70 | PB    |
| 6         | 2    | Bashair Obaid Al Manwari | Qatar                | 0.142         | 13.12 | PB    |
| 7         | 7    | Kimia Yousofi            | Afghanistan          | 0.157         | 13.29 | NR    |
| 8         | 3    | Alba Mbo Nchama          | Ækvatorialguinea     | 0.148         | 13.36 | PB    |
| 9         | 4    | Amed Elna                | Comorerne            | 0.161         | 14.30 | PB    |
|           |      |                          |                      | Wind: +0.3m/s |       |       |

#### Heat 2
| Placering | Bane | Udøver              | Nation          | Reaktion      | Tid   | Kommentarer |
| --------- | ---- | ------------------- | --------------- | ------------- | ----- | ----------- |
| 1         | 3    | Fasihi Farzaneh     | Iran            | 0.142         | 11.76 | Q           |
| 2         | 8    | Azreen Nabila Alias | Malaysia        | 0.168         | 11.77 | Q           |
| 3         | 4    | Mudhawi Al-Shammari | Kuwait          | 0.167         | 11.82 | Q           |
| 4         | 5    | Regine Tugade       | Guam            | 0.135         | 12.17 | SB          |
| 5         | 7    | Charlotte Afriat    | Monaco          | 0.131         | 12.35 |             |
| 6         | 9    | Silina Pha Aphay    | Laos            | 0.170         | 12.41 | SB          |
| 7         | 6    | Hsieh Hsi-en        | Kinesisk Taipei | 0.171         | 12.49 | PB          |
| 8         | 2    | Sarswati Chaudhary  | Nepal           | 0.158         | 12.91 | SB          |
| 9         | 1    | Yasmeen Al-Dabbagh  | Saudi-Arabien   | 0.153         | 13.34 |             |
|           |      |                     |                 | Wind: +0.5m/s |       |             |

#### Heat 3
| Placering | Bane | Udøver             | Nation             | Reaktion | Tid   | Noter |
| --------- | ---- | ------------------ | ------------------ | -------- | ----- | ----- |
| 1         | 9    | Joella Lloyd       | Antigua og Barbuda | 0.179    | 11.55 | Q     |
| 2         | 5    | Asimenye Simwaka   | Malawi             | 0.164    | 11.76 | Q, NR |
| 3         | 7    | Alvin Tehupeiory   | Indonesien         | 0.194    | 11.89 | Q, SB |
| 4         | 1    | Carla Scicluna     | Malta              | 0.152    | 12.11 | q     |
| 5         | 4    | Hanna Barakat      | Palæstina          | 0.164    | 12.16 | NR    |
| 6         | 8    | Mazoon Al Alawi    | Oman               | 0.191    | 12.35 |       |
| 7         | 3    | Aissata Deen Conte | Guinea             | 0.157    | 12.43 | PB    |
| 8         | 6    | Matie Stanley      | Tuvalu             | 0.159    | 14.52 | PB    |
| 9         | 2    | Houleye Ba         | Mauretanien        | 0.147    | 15.26 | PB    |
|           |      |                    |                    | Vind:    |       |       |

### Runde 1
Kvalifikationsregler: De tre første i hvert heat (Q) og de tre hurtigste eller (q) gik videre til semifinalerne.
Vind: Heat 1: -0,1m/s; Heat 2: +0,1m/s; Heat 3: -0,4m/s; Heat 4: -0,3m/s; Heat 5: +1,3m/s; Heat 6: -0,1m/s; Heat 7: -0,2m/s

#### Heat 1
| Placering | Bane | Udøver                | Nation             | Reaktion | Tid   | Noter |
| --------- | ---- | --------------------- | ------------------ | -------- | ----- | ----- |
| 1         | 5    | Teahna Daniels        | USA                | 0.136    | 11.04 | Q     |
| 2         | 4    | Dina Asher-Smith      | Storbritannien     | 0.103    | 11.07 | Q     |
| 3         | 8    | Murielle Ahouré       | Elfenbenskysten    | 0.132    | 11.16 | Q     |
| 4         | 7    | Ge Manqi              | Kina               | 0.149    | 11.20 | q     |
| 5         | 6    | Salomé Kora           | Schweiz            | 0.146    | 11.25 |       |
| 6         | 9    | Marije van Hunenstijn | Holland            | 0.158    | 11.27 | SB    |
| 7         | 2    | Joella Lloyd          | Antigua og Barbuda | 0.173    | 11.54 |       |
| 8         | 3    | Asimenye Simwaka      | Malawi             | 0.161    | 11.68 | NR    |

#### Heat 2
| Placering | Bane | Udøver                | Nation             | Reaktion | Tid   | Noter |
| --------- | ---- | --------------------- | ------------------ | -------- | ----- | ----- |
| 1         | 7    | Elaine Thompson Herah | Jamaica            | 0.158    | 10.82 | Q     |
| 2         | 5    | Mujinga Kambundji     | Schweiz            | 0.111    | 10.95 | Q, NR |
| 3         | 6    | Tatjana Pinto         | Tyskland           | 0.164    | 11.16 | Q     |
| 4         | 4    | Khamica Bingham       | Canada             | 0.156    | 11.21 | q     |
| 5         | 3    | Rosângela Santos      | Brasilien          | 0.180    | 11.33 | SB    |
| 6         | 9    | Kelly-Ann Baptiste    | Trinidad og Tobago | 0.150    | 11.48 |       |
| 7         | 8    | Vittoria Fontana      | Italien            | 0.149    | 11.53 |       |
| 8         | 2    | Alvin Tehupeiory      | Indonesien         | 0.189    | 11.92 |       |

#### Heat 3
| Placering | Bane | Udøver              | Nation       | Reaktion | Tid   | Noter  |
| --------- | ---- | ------------------- | ------------ | -------- | ----- | ------ |
| 1         | 4    | Alexandra Burghardt | Tyskland     | 0.133    | 11.08 | Q      |
| 2         | 6    | Javianne Oliver     | USA          | 0.150    | 11.15 | Q      |
| 3         | 9    | Anna Bongiorni      | Italien      | 0.147    | 11.35 | Q      |
| 4         | 7    | Roda Njobvu         | Zambia       | 0.130    | 11.40 | (.394) |
| 5         | 8    | Liang Xiaojing      | Kina         | 0.159    | 11.40 | (.396) |
| 6         | 5    | Tristan Evelyn      | Barbados     | 0.125    | 11.42 |        |
| 7         | 3    | Margaret Barrie     | Sierra Leone | 0.148    | 11.45 | SB     |
| 8         | 2    | Fasihi Farzaneh     | Iran         | 0.143    | 11.79 |        |

#### Heat 4
| Placering | Bane | Udøver                | Nation               | Reaktion | Tid   | Noter |
| --------- | ---- | --------------------- | -------------------- | -------- | ----- | ----- |
| 1         | 4    | Marie-Josee Ta Lou    | Elfenbenskysten      | 0.161    | 10.78 | Q, AR |
| 2         | 7    | Daryll Neita          | Storbritannien       | 0.107    | 10.96 | Q     |
| 3         | 5    | Crystal Emmanuel      | Canada               | 0.148    | 11.18 | Q     |
| 4         | 6    | Lorene Dorcas Bazolo  | Portugal             | 0.134    | 11.31 |       |
| 5         | 3    | Maja Mihalinec Zidar  | Slovenien            | 0.130    | 11.54 | SB    |
| 6         | 9    | Angela Tenorio        | Ecuador              | 0.137    | 11.59 |       |
| 7         | 2    | Amya Clarke           | Saint Kitts og Nevis | 0.153    | 11.71 |       |
| 8         | 8    | Vitoria Cristina Rosa | Brasilien            | -        | -     | DNS   |

#### Heat 5
| Placering | Bane | Udøver                  | Nation     | Reaktion | Tid   | Noter |
| --------- | ---- | ----------------------- | ---------- | -------- | ----- | ----- |
| 1         | 4    | Shelly-Ann Fraser-Pryce | Jamaica    | 0.128    | 10.84 | Q     |
| 2         | 5    | Ajla del Ponte          | Schweiz    | 0.131    | 10.91 | Q, NR |
| 3         | 6    | Nzubechi Grace Nwokocha | Nigeria    | 0.161    | 11.00 | Q, PB |
| 4         | 7    | Gina Bass               | Gambia     | 0.134    | 11.12 | q, NR |
| 5         | 2    | Rafaéla Spanoudaki      | Grækenland | 0.133    | 11.45 |       |
| 6         | 8    | Inna Eftimova           | Bulgarien  | 0.145    | 11.46 |       |
| 7         | 9    | Dutee Chand             | Indien     | 0.148    | 11.54 |       |
| 8         | 3    | Carla Scicluna          | Malta      | 0.178    | 12.16 |       |

#### Heat 6
| Placering | Bane | Udøver                  | Nation            | Reaktion | Tid   | Noter           |
| --------- | ---- | ----------------------- | ----------------- | -------- | ----- | --------------- |
| 1         | 5    | Asha Philip             | Storbritannien    | 0,110    | 11,31 | Q               |
| 2         | 6    | Tynia Gaither           | Bahamas           | 0,141    | 11,34 | Q               |
| 3         | 9    | Krystsina Tsimanouskaya | Hviderusland      | 0,149    | 11,47 |                 |
| 4         | 8    | María Isabel Pérez      | Spanien           | 0,151    | 11,51 |                 |
| 6         | 3    | Natacha Ngoye Akamabi   | Republikken Congo | 0,137    | 11,57 |                 |
| 7         | 2    | Azreen Nabila Alias     | Malaysia          | 0,173    | 11,91 |                 |
| -         | 7    | Blessing Okagbare       | Nigeria           | 0,147    | 11,05 | Diskvalificeret |

#### Heat 7
| Placering | Bane | Udøver              | Nation             | Reaktion | Tid   | Noter |
| --------- | ---- | ------------------- | ------------------ | -------- | ----- | ----- |
| 1         | 6    | Michelle-Lee Ahye   | Trinidad og Tobago | 0.123    | 11.06 | Q     |
| 2         | 5    | Shericka Jackson    | Jamaica            | 0.170    | 11.07 | Q     |
| 3         | 7    | Jenna Prandini      | USA                | 0.148    | 11.11 | SB, Q |
| 4         | 8    | Diana Vaisman       | Israel             | 0.132    | 11.27 | SB    |
| 5         | 4    | Hana Basic          | Australien         | 0.147    | 11.32 |       |
| 6         | 2    | Wei Yongli          | Kina               | 0.174    | 11.48 | SB    |
| 7         | 9    | Jasmine Abrams      | Guyana             | 0.148    | 11.49 |       |
| 8         | 3    | Mudhawi Al-Shammari | Kuwait             | 0.167    | 11.81 |       |

### Semifinaler
Kvalifikationsregler: De to første i hvert heat (Q) og de to hurtigste ellers (q) gik videre til finalen.

#### Heat 1
| Placering | Bane | Udøvere               | Nation         | Reaktion | Tid   | Noter |
| --------- | ---- | --------------------- | -------------- | -------- | ----- | ----- |
| 1         | 4    | Elaine Thompson Herah | Jamaica        | 0.157    | 10.76 | Q     |
| 2         | 6    | Ajla del Ponte        | Schweiz        | 0.109    | 11.01 | Q     |
| 3         | 7    | Dina Asher-Smith      | Storbritannien | 0.148    | 11.05 |       |
| 4         | 8    | Jenna Prandini        | USA            | 0.149    | 11.11 | SB    |
| 5         | 2    | Khamica Bingham       | Canada         | 0.150    | 11.22 |       |
| 6         | 3    | Tynia Gaither         | Bahamas        | 0.130    | 11.31 |       |
| 7         | 9    | Tatjana Pinto         | Tyskland       | 0.163    | 11.35 |       |
| —         | 5    | Blessing Okagbare     | Nigeria        | —        | —     | DNS   |

#### Heat 2
| Placering | Bane | Udøvere             | Nation             | Reaktion | Tid   | Noter |
| --------- | ---- | ------------------- | ------------------ | -------- | ----- | ----- |
| 1         | 5    | Marie-Josee Ta Lou  | Elfenbenskysten    | 0.147    | 10.79 | Q     |
| 2         | 6    | Shericka Jackson    | Jamaica            | 0.147    | 10.79 | Q     |
| 3         | 4    | Michelle-Lee Ahye   | Trinidad og Tobago | 0.132    | 11.00 | SB    |
| 4         | 7    | Alexandra Burghardt | Tyskland           | 0.151    | 11.07 |       |
| 5         | 9    | Javianne Oliver     | USA                | 0.166    | 11.08 |       |
| 6         | 2    | Crystal Emmanuel    | Canada             | 0.149    | 11.21 |       |
| 7         | 3    | Ge Manqi            | Kina               | 0.145    | 11.22 |       |
| 8         | 8    | Asha Philip         | Storbritannien     | 0.134    | 11.30 |       |

#### Heat 3
| Placering | Bane | Udøver                  | Nation          | Reaktion | Tid   | Noter |
| --------- | ---- | ----------------------- | --------------- | -------- | ----- | ----- |
| 1         | 5    | Shelly-Ann Fraser-Pryce | Jamaica         | 0.136    | 10.73 | Q     |
| 2         | 7    | Mujinga Kambundji       | Schweiz         | 0.128    | 10.96 | Q     |
| 3         | 6    | Teahna Daniels          | USA             | 0.144    | 10.98 | q, PB |
| 4         | 4    | Daryll Neita            | Storbritannien  | 0.135    | 11.00 | q     |
| 5         | 9    | Nzubechi Grace Nwokocha | Nigeria         | 0.142    | 11.07 |       |
| 6         | 2    | Gina Bass               | Gambia          | 0.140    | 11.16 |       |
| 7         | 8    | Murielle Ahouré         | Elfenbenskysten | 0.124    | 11.28 |       |
| 8         | 3    | Anna Bongiorni          | Italien         | 0.159    | 11.38 |       |

### Finale
Resultaterne var som følger:
| Plassering | Bane | Utøver                  | Nasjon          | Reaksjon | Tid   | Kommentarer |
| ---------- | ---- | ----------------------- | --------------- | -------- | ----- | ----------- |
| 1          | 4    | Elaine Thompson Herah   | Jamaica         | 0.150    | 10.61 | OR          |
| 2          | 5    | Shelly-Ann Fraser-Pryce | Jamaica         | 0.139    | 10.74 |             |
| 3          | 7    | Shericka Jackson        | Jamaica         | 0.152    | 10.76 | PB          |
| 4          | 6    | Marie-Josée Ta Lou      | Elfenbenskysten | 0.158    | 10.91 |             |
| 5          | 8    | Ajla Del Ponte          | Schweiz         | 0.129    | 10.97 |             |
| 6          | 9    | Mujinga Kambundji       | Schweiz         | 0.138    | 10.99 |             |
| 7          | 3    | Teahna Daniels          | USA             | 0.144    | 11.02 |             |
| 8          | 2    | Daryll Neita            | Storbritannien  | 0.108    | 11.12 |             |